# Строевы
Строевы — дворянский род.
Род внесён в VI и II части родословных книг Тверской и Костромской губерний.

## Происхождение и история рода
Восходит в концу XVI века. За Владимиром Третьяковым Строевым по государевой грамоте состояло поместье (1615). Иван (1649) и Михаил (1675) Строевы вёрстаны поместными окладами.

## Описание герба
Щит имеет голубую вершину, в которой изображены два золотых креста, в нижнем серебряном пространном поле горизонтально означена зубчатая городская стена красного цвета (польский герб Одвага) и летящие через неё три стрелы, вместе соединённые остриями.
На щите дворянский коронованный шлем. Нашлемник: в латах согнутая рука с мечом. Намёт на щите голубой и красный, подложенный золотом. Герб рода Строевых внесен в Часть 8 Общего гербовника дворянских родов Всероссийской империи, стр. 43.

## Известные представители
- Строев Андрей Евдокимович — дьяк (1627—1640), заседал в Холопьем приказе (1628—1631), воевода в Томске (1632—1634)[2].
- Строев Кирилл Данилович — московский дворянин (1640).
- Строев Василий Андреевич — московский дворянин (1640), стряпчий (1659—1676), стольник (1689—1692).
- Строев Пётр Борисович — московский дворянин (1664—1677).
- Строев Алферий Сергеевич — стряпчий (1676).
- Строев Иван Петрович — стряпчий (1680), стольник (1686—1692).
- Строев Иван Ларионович — московский дворянин (1695)[3].